# Capilla de Dachstein

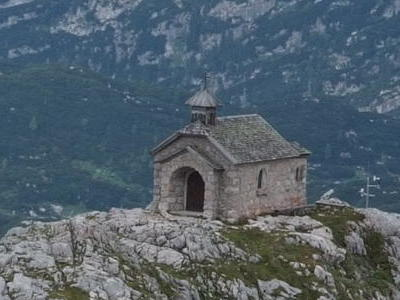
La capilla Dachstein

La capilla de Dachstein (en alemán: Dachsteinkapelle) está situada justo al lado del refugio  Simony, en los montes Dachstein. Se encuentra a una altitud de 2.206 m y es el lugar de culto más alto de los Alpes Calcáreos del Norte. Se encuentra en el término municipal de Hallstatt, en el distrito de Gmunden (Alta Austria), en Austria. Pertenece a la diócesis de Linz y es un monumento del patrimonio cultural.

## Historia
La capilla de Dachstein fue construida en 1913 por el maestro de obras Matthäus Schlager (1870 - 1959), que también construyó otras iglesias más grandes en Austria, como la catedral de Linz. La capilla fue consagrada por el obispo de Linz, Rudolph Hittmair, el 1 de septiembre de 1914. El interior no se terminó debido a la Primera Guerra Mundial.
En 1925 se inauguró en la capilla una placa conmemorativa del obispo de Linz, Rudolph Hittmair.
La decoración interior se terminó en el año 1994. En los años 2013 y 2014 se han celebrado los 100 años de la colocación de la primera piedra y la consagración.
En 2015 se llevó a cabo una restauración de la cubierta del tejado, el enlucido interior y la fachada. La restauración ha sido sufragada por el estado federal de Alta Austria, la diócesis de Linz, la oficina nacional de monumentos, la parroquia católica de Hallstatt y donantes privados.